# كين مايرز
كين مايرز (بالإنجليزية: Ken Myers)‏ هو مجدف أمريكي، ولد في 26 أغسطس 1896 في نوريستاون ‏ في الولايات المتحدة، وتوفي في 1 يونيو 1974.

## وصلات خارجية
- كين مايرز على موقع الاتحاد الدولي للتجديف (الإنجليزية)
- كين مايرز على موقع اللجنة الأولمبية الدولية (الإنجليزية)
- كين مايرز على موقع أوليمبيديا (الإنجليزية)